# Bear Creek (contea di Waupaca)
Bear Creek è un centro abitato (town) degli Stati Uniti d'America situato nella contea di Waupaca nello Stato del Wisconsin. La popolazione era di 838 persone al censimento del 2000. Le comunità incorporate di Bear Creek Corners e Nicholson si trovano nella città. Il villaggio di Bear Creek si trova immediatamente ad est della città, attraverso la linea con la contea di Outagamie.

## Geografia fisica
Secondo lo United States Census Bureau, ha un'area totale di 36,7 miglia quadrate (94,9 km²).

## Società

### Evoluzione demografica
Secondo il censimento del 2000, c'erano 838 persone.

### Etnie e minoranze straniere
Secondo il censimento del 2000, la composizione etnica della città era formata dal 99,52% di bianchi, lo 0,12% di nativi americani, lo 0,12% di asiatici, e lo 0,24% di due o più etnie. Ispanici o latinos di qualunque razza erano lo 0,12% della popolazione.